# Българска евролевица
Българска евролевица (БЕЛ) e първоначално коалиция от български политически партии, учредена през 1997 година, а по-късно партия.

## История
Българската евролевица е учредена на 22 февруари 1997 г. със съвместните усилия на ГОР, движението за социален хуманизъм и напуснали БСП членове. Председател е Александър Томов, а политически секретар Николай Камов..
На 28 февруари 1998 г. на първия си конгрес делегатите гласуват за превръщането на коалицията в партия. Прекратява се съществуването на отделните партии и е утвърден Национален съвет.
На втория конгрес през 2000 г. от партията се отделя нова формация: политическо движение „Евролевица – социалдемократи“.

## Избори

### Парламентарни
На парламентарните избори през 1997 година партията получава 234 058 гласа (5,50 %) и 14 депутатски места.